# Гельвидий

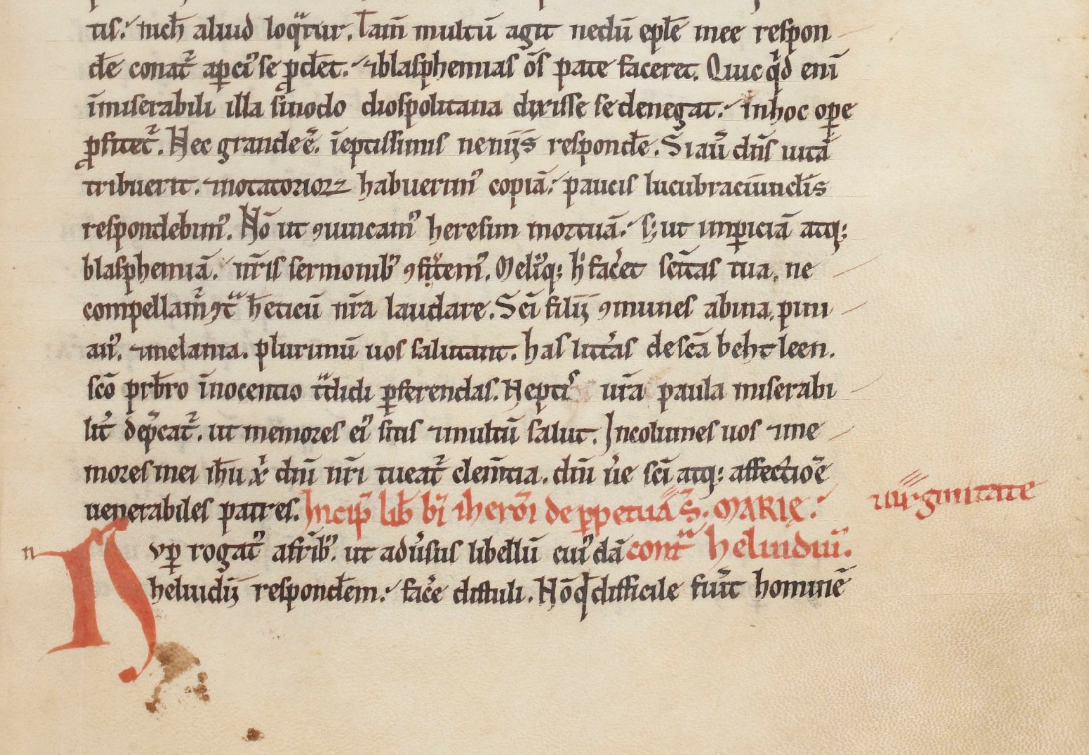
Иероним Стридонский, «О Приснодевстве блаженной Марии. Против Елвидия». в латинской рукописи 1101—1300 годов

Гельви́дий или Елви́дий (лат. Helvidius, Helvidio; IV век) — христианский богослов IV века, писатель.

## Биография
Происхождение Гельвидия точно неизвестно. Непонятно и кем был Гельвидий, мирянином или священником. Геннадий в 32 главе книги «De viris illustribus» называет его учеником Авксентия, арианского епископа в Медиолане, и эпигоном (потомком) Симмаха, родом из Каппадокии. По этой причине Гельвидия считают каппадокийцем (огреченным армянином). Гельвидий получил известность благодаря своему о сочинению о Деве Марии, написанному до 383 года. Само сочинение полностью не сохранилось (сохранились лишь отдельные цитаты этого сочинения), но идеи, высказанные в книге Гельвидия, оказали влияние на развитие мариологии.
Учение Гельвидия состояло в том, что, подобно евионитам и антидикомарианитам, он утверждал, что Дева Мария, после чудесного Его рождения, вступила с Иосифом в действительный брак и родила детей, известных по Евангелию как братьев Господних. В отличие от своих предшественников, Гельвидий своё учение научно обосновывал, снабдил многочисленными цитатами и изложил его в книге. Книга Гельвидия получила распространение в столице Западной Римской империи, в городе Риме, где жил Гельвидий.
Гельвидий был убеждён о превосходстве брачной жизни перед девственной, это убеждение появилось у него вследствие его нерасположения к монашеству, которое с Востока стало распространяться и на Западе в то время. Развивая своё учение, Гельвидий писал: «Неужели девственники лучше Авраама, Исаака и Иакова, живших в брачном союзе? Разве не руками Божиими творятся ежедневно дети в утробах? И по какому праву мы будем стыдиться того, что (Пресвятая) Мария после рождения ею Христа вышла замуж? Если это кажется кому-либо постыдным, то остается им не веровать и тому, что Бог родился через ложесна Девы».
Гельвидий прежде всего ссылался на Мф. 1:18, 24, 25 как на места, означающие, что Иосиф познал свою жену не до, а после рождения Господа; на Мф. 1:25, Лк. 2:7, в которых говорится о Иисусе Христе как о «первенце»; затем на многие места из Евангелия, в которых говорится о братьях и сёстрах Иисуса, наконец на мнение Тертуллиана и Викторина. Гельвидий считал, что слово «первенец» означает, что Иисус был лишь первым ребёнком у Марии и совсем не означает, что Мария не имела других детей. По его мнению, Мария неоднократно вступала в связь с Иосифом и от него родила братьев и сестёр Иисуса.
Против Гельвидия выступил Иероним Стридонский, который написал сочинение лат. «De Virginitate Beatae Mariae. Adversus Helvidium» («О Приснодевстве блаженной Марии. Против Елвидия»). Иероним в своём труде объясняет превосходства девства над брачным сожительством и обосновывает Приснодевство Богородицы. Аврелий Августин в своём трактате лат. «De Haeresibus ad Quodvultdeum Liber Unus» («О ересях, к Кводвультдею, в одной книге») упоминает о еретиках последователях Гельвидия, называя их «гельвидиане» (лат. «helvidiani»); Августин пишет о том, что учение о Марии гельвидиан схоже с учением антидикомарианитов, которое описал в «Панарионе» Епифаний Кипрский.
Учение Гельвидия о том, что Мария после Иисуса рожала от Иосифа детей, разделял Боноз (лат. Bonosius), епископ Сардикский, в Иллирии.